# London-Kraft

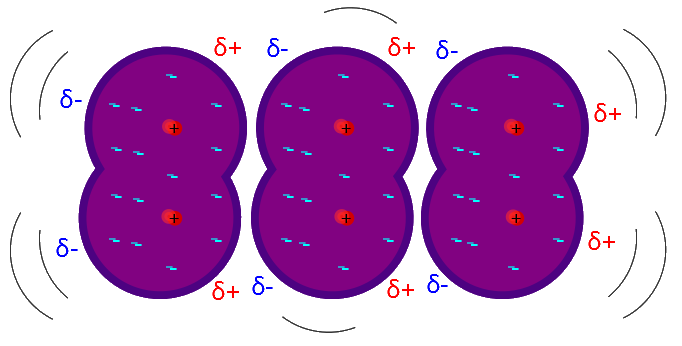
London-Kräfte zwischen unpolaren 2-atomigen Molekülen: In semiklassischer Veranschaulichung entstehen sie durch eine spontane quantenmechanische Fluktuation in Form einer kleinen Polarisation (negative Ladung δ- am Molekül ganz links in Blau eingezeichnet, positive Ladung δ+ rechts am selben Molekül in Rot). Die Elektronen im Nachbarmolekül werden dadurch in gleicher Weise polarisiert usw. Die Folge ist eine Anziehungskraft mit makroskopischen Auswirkungen.

London-Kräfte (nach dem Physiker Fritz London; in der Literatur auch London-Kraft, London-Dispersion oder anziehende Van-der-Waals-Bindung genannt) sind schwache Anziehungskräfte zwischen allen Arten von Molekülen und Atomen.
Die London-Kräfte beruhen auf dem rein quantenmechanischen Effekt, dass auch ein unpolares kugelförmiges Atomorbital durch eine andere, in der Nähe befindliche, Elektronenhülle durch Beimischung anderer Orbitale (siehe quantenmechanische Störungstheorie) deformiert wird und dann ein elektrisches Dipolmoment haben kann. Bei geeigneter Korrelation solcher Beimischungen in beiden Elektronenhüllen sind die zwei Dipolmomente so orientiert, dass sie sich anziehen. (Eine veranschaulichende semiklassische Beschreibung findet sich in der Legende zur Abbildung.)
Solche Kräfte werden allgemein als Dispersionswechselwirkungen bezeichnet.
Anziehende London-Kräfte entstehen auch zwischen polaren Molekülen mit permanenten Dipolmomenten und sind dann meist größer als die klassische elektrostatische Anziehung zwischen den Dipolen. Erst wenn die permanenten Dipole stärker als etwa 1 Debye sind, wird ihr Einfluss gleich groß wie der der London-Kräfte.
Zusammen mit den Debye’schen Kräften (Wechselwirkung zwischen einem Molekül mit permanentem Dipol und einem unpolaren Teilchen) gehören die London-Kräfte zu den anziehenden van-der Waalschen Wechselwirkungen und sind, wie alle van-der-Waals-Kräfte, sehr viel schwächer als die anderen Bindungsarten. In der Computerchemie sind sie nur schwierig zu beschreiben und zu parametrisieren.
Die Reichweite der London-Kräfte ist etwas größer als die der ebenfalls allgemeinen, aber stark abstoßenden Wechselwirkung von zwei überlappenden Elektronenhüllen. Das erklärt die Existenz des flüssigen und festen Aggregatzustands unpolarer Verbindungen, die es sonst nicht geben dürfte.
Aus der quantenmechanischen Berechnung ergibt sich die Wechselwirkungsenergie zwischen zwei Teilchen näherungsweise als:
{\displaystyle V=-{\frac {3}{2}}{\frac {\alpha _{1}\cdot \alpha _{2}}{r^{6}}}{\frac {I_{1}\cdot I_{2}}{I_{1}+I_{2}}}}
{\displaystyle \alpha _{1}} und {\displaystyle \alpha _{2}} sind dabei die Polarisierbarkeitsvolumina der beiden Teilchen und {\displaystyle I_{1}} und {\displaystyle I_{2}} ihre ersten Ionisierungsenergien.
Für die potentielle Energie von zwei gleichen Molekülen ergibt sich dementsprechend:
{\displaystyle V=-{\frac {3}{4}}{\frac {\alpha ^{2}I}{r^{6}}}}